# ニャミラ (カウンティ)
ニャミラ（スワヒリ語: Wilaya ya Nyamira）は、ケニア南西部の旧ニャンザ州東部のカウンティ。中心都市はニャミラ。面積は912.5km2で、2009年の人口は59万8252人、人口密度は655.6人/km2。都市人口は2009年には4万1668人で、全人口の約7%を占める。

## 人口
- 1999年8月24日：49万8102人
- 2009年8月24日：59万8252人[3]

## 隣接カウンティ
- 北：ホマ・ベイ
- 東：ケリチョ
- 南：ボメット
- 西：キシイ

## 主要都市
- ニャミラ（英語版）：1万2719人（中心都市）